# Asedio de San Carlos
El Asedio de San Carlos ocurre tras la victoria de Ezequiel Zamora en la batalla de Santa Inés, donde sitió y finalmente tomó Barinas el 10 de diciembre. Ocho días después 6000 federales partieron a Caracas, tras tomar Guanare empezó el asedio de San Carlos el 3 de enero de 1860, terminando tras una semana de combates con la rendición de la urbe pero durante el mismo día Zamora fue asesinado el 10 de enero cerca de la ciudad, siendo sucedido por Juan Crisóstomo Falcón quien avanza hacia Valencia de una manera tan lenta que da al gobierno la oportunidad de organizar un nuevo ejército.

## Batalla
En el marco de esta ofensiva liberal, las tropas de Zamora asediaron San Carlos en enero de 1860. El asedio se prolongó durante una semana, suponiendo la muerte del propio Ezequiel Zamora y un elevado coste militar para los federales. 

## Consecuencias
Tras la muerte de Zamora, Juan Crisóstomo Falcón comenzó el avance hacia la ciudad de Valencia con la intención de tomarla. Sin embargo las tropas rebeldes estaban muy debilitadas tras el asedio de San Carlos a la vez que los conservadores comenzaban a recibir refuerzos, por lo que Falcón tuvo que evitar en varias ocasiones el combate con las tropas gubernamentales y desviarse a Apure.